# خلة الضبع
خلة الضبع هي قرية فلسطينية تقع جنوب شرق مدينة الخليل، على ارتفاع 800 متر عن سطح البحر. تبلغ مساحة أراضيها حوالي 3000 دونم، منها 250 دونمًا مخصصة للتجمع السكاني. يبلغ عدد سكان القرية نحو 120 نسمة، يتوزعون على 14 عائلة.

## الاقتصاد
تعتبر الزراعة النشاط الاقتصادي الأساسي لسكان القرية، حيث يزرعون محاصيل متنوعة ويهتمون بتربية الماشية. كما يعمل بعض أهل القرية في مدينتي الخليل ويطا بوظائف مختلفة. تشتهر القرية أيضًا ببعض المهن والحرف اليدوية، مثل الخياطة والتطريز. في الماضي، كانت تشتهر بصناعة الشيد، ولكن هذه الصناعة توقفت بسبب ممارسات الاحتلال ومنعه لها.

## الزراعة
تحتوي أراضي القرية على العديد من النباتات والأعشاب البرية، مثل الزعتر البري والميرمية، وتضم مجموعة متنوعة من الأشجار الحراجية. تعرضت الأراضي الزراعية لاعتداءات متكررة من المستوطنين، شملت تدمير المزروعات ورعي المواشي في الأراضي، مما تسبب بأضرار كبيرة للمحاصيل.

## التعليم
توجد في القرية مدرسة للصفوف الابتدائية، تعرضت للهدم في الأعوام الماضية. أصر أهالي القرية على إعادة افتتاح المدرسة على أنقاضها، رغم التحديات. في العام الماضي، احتجزت قوات الاحتلال الهيئة التدريسية للمدرسة. يبلغ عدد الطلاب حاليًا 25 طالبًا، بعضهم يتابع دراسته في مدرسة توانة بسبب منع الاحتلال من بناء أو إضافة غرف صفية إضافية. الطلاب الذين تجاوزوا المرحلة الابتدائية يكملون دراستهم في مدينتي يطا أو الكرمل.

## تحديات
تواجه خلة الضبع تهديدات مستمرة من الاحتلال الإسرائيلي، شملت هدم المنازل والمنشآت، واقتلاع الأشجار، وهدم آبار المياه وشبكة المياه والمدرسة. كما تعرضت القرية لاعتداءات من المستوطنين، شملت تفتيش واقتحامات ليلية، وتدمير المزروعات. وفي فبراير 2025، هدمت قوات الاحتلال 7 مساكن، و3 كهوف، وبئر ماء، مما أدى إلى تشريد العديد من العائلات.

### قرار التهجير
منذ عام 2022، صدر قرار من محكمة الاحتلال بهدم القرية وتهجير سكانها لأغراض تدريبات عسكرية. رفضت المحكمة العليا طلبًا سابقًا بإعادة النظر في هذا القرار. وعلى الرغم من التهديدات المستمرة بالهدم والتهجير، يؤكد سكان القرية صمودهم وإصرارهم على البقاء في أراضيهم رغم التحديات.

### هدم القرية 2025
في 5 مايو 2025، هدمت قوات الاحتلال الإسرائيلي 25 منشأة في خلة الضبع، شملت منازل، وآبار مياه، وكهوفًا، وغرفًا زراعية، وحظائر، وخلايا شمسية. أخلت القوات القرية من سكانها قسرًا، ومنعت المواطنين من أخذ مقتنياتهم. تعود معظم المنشآت المهدومة لعائلة الدبابسة. جاء هذا الهدم تنفيذًا لقرار صدر عام 2022 من محكمة الاحتلال، يقضي بهدم القرية وتهجير سكانها بحجة أنها تقع في منطقة إطلاق نار، بهدف الاستيلاء على الأراضي لصالح التوسع الاستيطاني.